# Rhys ap Gruffydd
Rhys ap Gruffydd o Ap Gruffudd (frecuentemente anglicado como "Griffith", c.1132-28 de abril de 1197) fue el gobernante del reino de Deheubarth en el sur de Gales de 1155 a 1197. Hoy es generalmente conocido como El Lord Rhys, en galés: Yr Arglwydd Rhys, pese a que este título puede no haber sido utilizado durante su vida. Normalmente utilizaba el título de "príncipe propietario de Deheubarth" o "príncipe del sur de Gales", pero también en dos documentos utilizó los el "príncipe de Gales" o "príncipe de los galeses". Ap Gruffydd fue uno de los príncipes galeses más poderosos y exitosos, y, tras la muerte de Owain Gwynedd de Gwynedd en 1170, pasó a ser el poder dominante en Gales.
El abuelo de Ap Gruffydd, Rhys ap Tewdwr, fue rey de Deheubarth y murió en Brecon en 1093 luchando contra Bernard de Neufmarché. Tras su muerte, la mayor parte de Deheubarth fue conquistada por los normandos. El padre de Ap Gruffydd, Gruffydd ap Rhys, fue finalmente capaz de convertirse en el gobernante de una pequeña porción, y los hermanos mayores de Ap Gruffydd consiguieron recuperar más terrenos tras la muerte de Gruffydd. Ap Gruffydd ascendió al poder en Deheubarth en 1155, pero se vio obligado a someterse al rey Enrique II de Inglaterra en 1158. Enrique invadió Deheubarth en 1163, despojó a Ap Gruffydd de todas sus tierras y le hizo prisionero. Fue liberado unas semanas más tarde y se le devolvió una pequeña parte de sus posesiones. Ap Gruffydd hizo una alianza con Owain Gwynedd y, después del fracaso de otra invasión de inglesa en 1165, fue capaz de recuperar la mayoría de sus tierras.
En 1171 Ap Gruffydd firmó la paz con el rey Enrique y fue confirmado en posesión de sus conquistas recientes así como nombrado justiciar del sur de Gales. Mantuvo buenas relaciones con Enrique hasta su muerte en 1189. Tras la muerte de Enrique, Ap Gruffydd se rebeló contra el nuevo rey Ricardo I y atacó los señoríos normandos que rodeaban su territorio, capturando numerosos castillos. En años posteriores Ap Gruffydd tuvo problemas con sus hijos, especialmente Maelgwn y Gruffydd, que mantuvieron un enfrentamiento entre ellos. 
Ap Gruffydd lanzó su última campaña contra los normandos en 1196, tomando algunos castillos. Falleció inesperadamente al año siguiente y fue enterrado en la catedral de San David en Pembrokeshire.

## Genealogía y primeros años
Ap Gruffydd fue el cuarto hijo de Gruffydd ap Rhys, gobernante de parte de Deheubarth, y de su segunda mujer Gwenllian ferch Gruffydd, hija de Gruffudd ap Cynan, rey de Gwynedd. Su hermano inmediatamente mayor era Maredudd ap Gruffydd, y los otros dos hermanos mayores fueron Morgan y Maelgwn, asesinados en batalla con su madre en 1136. También tenía dos medio hermanos mayores, Anarawd y Cadell ap Gruffydd, fruto del primer matrimonio de su padre. Rhys se casó con Gwenllian ferch Madog, hija de Madog ap Maredudd, último príncipe de todo Powys.

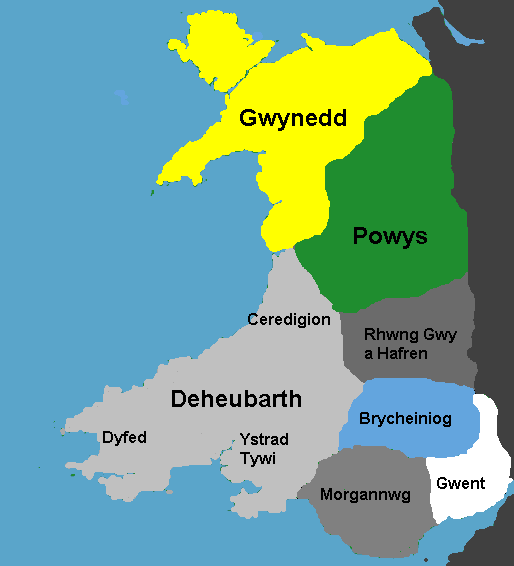
Deheubarth era uno de los reinos tradicionales de Gales, mostrado aquí en 1093, a la muerte de Tewdwr.

Su abuelo, Rhys ap Tewdwr, había sido rey de todo Deheubarth hasta su muerte en 1093. Rhys ap Tewdwr fue asesinado en Brycheiniog, y la mayor parte de su reino fue conquistada por lores normandos. Gruffydd ap Rhys se vio obligado a huir a Irlanda. Regresó más tarde a Deheubarth, donde gobernó una parte del reino, pero nuevamente tuvo que huir a Irlanda en 1127. Cuándo Rhys nació en 1132, su padre poseía solo el commote de Caeo en Cantref Mawr.
La muerte del rey Enrique I de Inglaterra y el estallido de la guerra civil entre Esteban I y la emperatriz Matilda proporcionó a los galeses la oportunidad de levantarse contra el dominio normando. Una revuelta se extendió por todo el sur de Gales en 1136, y Gruffydd ap Rhys, asistido por su dos hijos mayores, Anarawd y Cadell, derrotó a los normandos en la batalla de Loughor, matando a más de quinientos. Después de expulsar a Walter de Clifford fuera de Cantref Bychan, Gruffydd partió a Gwynedd para ayudar a su suegro, Gruffudd ap Cynan. En su ausencia, su esposa Gwenllian dirigió un ejército contra el señorío normando de Cydweli (Kidwelly), junto a sus hijos mayores, Morgan y Maelgwn. Fue derrotada y muerta por un ejército mandado por Maurice de Londres del castillo de Oystermouth. Morgan murió también y Maelgwn fue capturado.
Gruffydd formó una alianza con Gwynedd, y más tarde en 1136 los hijos de Gruffudd ap Cynan, Owain Gwynedd y Cadwaladr ap Gruffydd, llevaron un ejército a Ceredigion. Sus fuerzas combinadas lograron una victoria decisiva sobre los normandos en la Batalla de Crug Mawr. Ceredigion fue reclamado por los normandos, pero acabó siendo anexionado por Gwynedd en calidad de socio mayor de la alianza. Gruffydd ap Rhys continuó su campaña contra en 1137, pero murió ese mismo año. El liderazgo de la familia pasó al hermanastro de Rhys, Anarawd ap Gruffydd. En 1143, cuando Rhys tenía once años, Anarawd fue asesinado por el guardaespaldas de Cadwaladr ap Gruffydd, hermano de Owain Gwynedd, rey de Gwynedd. Owain castigó a Cadwaladr privándole de sus tierras en Ceredigion.
| \| \| \| \| \| \| \| \| \| \| \| \| \| \| \| \| \| \| \| \| Cadell ab Einion ab Owain ap Hywel \| \| \| \| \| \| \| \| \| \| \| \| \| \| \| \| \| \| \| \| \| \| \| \| \| \| \| \| \| \| \| \| \| \| \| \| \| \| \| \| \| \| \| \| \| \| \| \| \| \| \| \| \| \| Tewdwr ap Cadell \| \| \| \| \| \| \| \| \| \| \| \| \| \| \| \| \| \| \| \| \| \| \| \| \| \| \| \| \| \| \| \| \| \| \| \| \| \| \| \| \| \| \| \| \| \| \| \| \| \| \| \| \| \| Rhys ap Tewdwr \| \| \| \| \| \| \| \| \| \| \| \| \| \| \| \| \| \| \| \| \| \| \| \| \| \| \| \| \| \| \| \| \| \| \| \| \| \| \| \| \| \| \| \| \| \| \| \| \| \| \| \| \| \| Gruffydd ap Rhys \| \| \| \| \| \| \| \| \| \| \| \| \| \| \| \| \| \| \| \| \| \| \| \| \| \| \| \| \| \| \| \| \| \| \| \| \| \| \| \| \| \| \| \| \| \| \| \| \| \| \| \| \| \| Cynfyn ap Gwerstan \| \| \| \| \| \| \| \| \| \| \| \| \| \| \| \| \| \| \| \| \| \| \| \| \| \| \| \| \| \| \| \| \| \| \| \| \| \| \| \| \| \| \| \| \| \| \| \| \| \| \| \| \| \| 10. Rhiwallon ap Cynfyn \| \| \| \| \| \| \| \| \| \| \| \| \| \| \| \| \| \| \| \| \| \| \| \| \| \| \| \| \| \| \| \| \| \| \| \| \| \| \| \| \| \| \| \| \| \| \| \| \| \| \| \| \| \| Angharad ferch Maredudd ab Owain \| \| \| \| \| \| \| \| \| \| \| \| \| \| \| \| \| \| \| \| \| \| \| \| \| \| \| \| \| \| \| \| \| \| \| \| \| \| \| \| \| \| \| \| \| \| \| \| \| \| \| \| \| \| Gwladys ferch Rhiwallon \| \| \| \| \| \| \| \| \| \| \| \| \| \| \| \| \| \| \| \| \| \| \| \| \| \| \| \| \| \| \| \| \| \| \| \| \| \| \| \| \| \| \| \| \| \| \| \| \| \| \| \| \| \| Rhys ap Gruffydd \| \| \| \| \| \| \| \| \| \| \| \| \| \| \| \| \| \| \| \| \| \| \| \| \| \| \| \| \| \| \| \| \| \| \| \| \| \| \| \| \| \| \| \| \| \| \| \| \| \| \| \| \| \| Iago ab Idwal ap Meurig \| \| \| \| \| \| \| \| \| \| \| \| \| \| \| \| \| \| \| \| \| \| \| \| \| \| \| \| \| \| \| \| \| \| \| \| \| \| \| \| \| \| \| \| \| \| \| \| \| \| \| \| \| \| Cynan ab Iago \| \| \| \| \| \| \| \| \| \| \| \| \| \| \| \| \| \| \| \| \| \| \| \| \| \| \| \| \| \| \| \| \| \| \| \| \| \| \| \| \| \| \| \| \| \| \| \| \| \| \| \| \| \| Gruffudd ap Cynan \| \| \| \| \| \| \| \| \| \| \| \| \| \| \| \| \| \| \| \| \| \| \| \| \| \| \| \| \| \| \| \| \| \| \| \| \| \| \| \| \| \| \| \| \| \| \| \| \| \| \| \| \| \| Gwenllian ferch Gruffydd \| \| \| \| \| \| \| \| \| \| \| \| \| \| \| \| \| \| \| \| \| \| \| \| \| \| \| \| \| \| \| \| \| \| \| \| \| \| \| \| \| \| \| \| \| \| \| \| \| \| \| \| \| \| Edwin ab Einion ab Owain ap Hywel \| \| \| \| \| \| \| \| \| \| \| \| \| \| \| \| \| \| \| \| \| \| \| \| \| \| \| \| \| \| \| \| \| \| \| \| \| \| \| \| \| \| \| \| \| \| \| \| \| \| \| \| \| \| Owain ab Edwin \| \| \| \| \| \| \| \| \| \| \| \| \| \| \| \| \| \| \| \| \| \| \| \| \| \| \| \| \| \| \| \| \| \| \| \| \| \| \| \| \| \| \| \| \| \| \| \| \| \| \| \| \| \| Angharad ferch Owain \| \| \| \| \| \| \| \| \| \| \| \| \| \| \| \| \| \| \| \| \| \| \| \| \| \| \| \| \| \| \| \| \| \| \| \| \| \| \| \| \| \| \| \| \| \| \| \| \| \| \| \| |                                    |  |  |  |  |  |  |  |  |  |  |  |  |  |  |  |
| |                                    |  |  |  |  |  |  |  |  |  |  |  |  |  |  |  |
| | Cadell ab Einion ab Owain ap Hywel |  |  |  |  |  |  |  |  |  |  |  |  |  |  |  |
| |                                    |  |  |  |  |  |  |  |  |  |  |  |  |  |  |  |
| |                                    |  |  |  |  |  |  |  |  |  |  |  |  |  |  |  |
| | Tewdwr ap Cadell                   |  |  |  |  |  |  |  |  |  |  |  |  |  |  |  |
| |                                    |  |  |  |  |  |  |  |  |  |  |  |  |  |  |  |
| |                                    |  |  |  |  |  |  |  |  |  |  |  |  |  |  |  |
| | Rhys ap Tewdwr                     |  |  |  |  |  |  |  |  |  |  |  |  |  |  |  |
| |                                    |  |  |  |  |  |  |  |  |  |  |  |  |  |  |  |
| |                                    |  |  |  |  |  |  |  |  |  |  |  |  |  |  |  |
| | Gruffydd ap Rhys                   |  |  |  |  |  |  |  |  |  |  |  |  |  |  |  |
| |                                    |  |  |  |  |  |  |  |  |  |  |  |  |  |  |  |
| |                                    |  |  |  |  |  |  |  |  |  |  |  |  |  |  |  |
| | Cynfyn ap Gwerstan                 |  |  |  |  |  |  |  |  |  |  |  |  |  |  |  |
| |                                    |  |  |  |  |  |  |  |  |  |  |  |  |  |  |  |
| |                                    |  |  |  |  |  |  |  |  |  |  |  |  |  |  |  |
| | 10. Rhiwallon ap Cynfyn            |  |  |  |  |  |  |  |  |  |  |  |  |  |  |  |
| |                                    |  |  |  |  |  |  |  |  |  |  |  |  |  |  |  |
| |                                    |  |  |  |  |  |  |  |  |  |  |  |  |  |  |  |
| | Angharad ferch Maredudd ab Owain   |  |  |  |  |  |  |  |  |  |  |  |  |  |  |  |
| |                                    |  |  |  |  |  |  |  |  |  |  |  |  |  |  |  |
| |                                    |  |  |  |  |  |  |  |  |  |  |  |  |  |  |  |
| | Gwladys ferch Rhiwallon            |  |  |  |  |  |  |  |  |  |  |  |  |  |  |  |
| |                                    |  |  |  |  |  |  |  |  |  |  |  |  |  |  |  |
| |                                    |  |  |  |  |  |  |  |  |  |  |  |  |  |  |  |
| | Rhys ap Gruffydd                   |  |  |  |  |  |  |  |  |  |  |  |  |  |  |  |
| |                                    |  |  |  |  |  |  |  |  |  |  |  |  |  |  |  |
| |                                    |  |  |  |  |  |  |  |  |  |  |  |  |  |  |  |
| | Iago ab Idwal ap Meurig            |  |  |  |  |  |  |  |  |  |  |  |  |  |  |  |
| |                                    |  |  |  |  |  |  |  |  |  |  |  |  |  |  |  |
| |                                    |  |  |  |  |  |  |  |  |  |  |  |  |  |  |  |
| | Cynan ab Iago                      |  |  |  |  |  |  |  |  |  |  |  |  |  |  |  |
| |                                    |  |  |  |  |  |  |  |  |  |  |  |  |  |  |  |
| |                                    |  |  |  |  |  |  |  |  |  |  |  |  |  |  |  |
| | Gruffudd ap Cynan                  |  |  |  |  |  |  |  |  |  |  |  |  |  |  |  |
| |                                    |  |  |  |  |  |  |  |  |  |  |  |  |  |  |  |
| |                                    |  |  |  |  |  |  |  |  |  |  |  |  |  |  |  |
| | Gwenllian ferch Gruffydd           |  |  |  |  |  |  |  |  |  |  |  |  |  |  |  |
| |                                    |  |  |  |  |  |  |  |  |  |  |  |  |  |  |  |
| |                                    |  |  |  |  |  |  |  |  |  |  |  |  |  |  |  |
| | Edwin ab Einion ab Owain ap Hywel  |  |  |  |  |  |  |  |  |  |  |  |  |  |  |  |
| |                                    |  |  |  |  |  |  |  |  |  |  |  |  |  |  |  |
| |                                    |  |  |  |  |  |  |  |  |  |  |  |  |  |  |  |
| | Owain ab Edwin                     |  |  |  |  |  |  |  |  |  |  |  |  |  |  |  |
| |                                    |  |  |  |  |  |  |  |  |  |  |  |  |  |  |  |
| |                                    |  |  |  |  |  |  |  |  |  |  |  |  |  |  |  |
| | Angharad ferch Owain               |  |  |  |  |  |  |  |  |  |  |  |  |  |  |  |
| |                                    |  |  |  |  |  |  |  |  |  |  |  |  |  |  |  |
| |                                    |  |  |  |  |  |  |  |  |  |  |  |  |  |  |  |

## Primeras batallas (1146-1155)

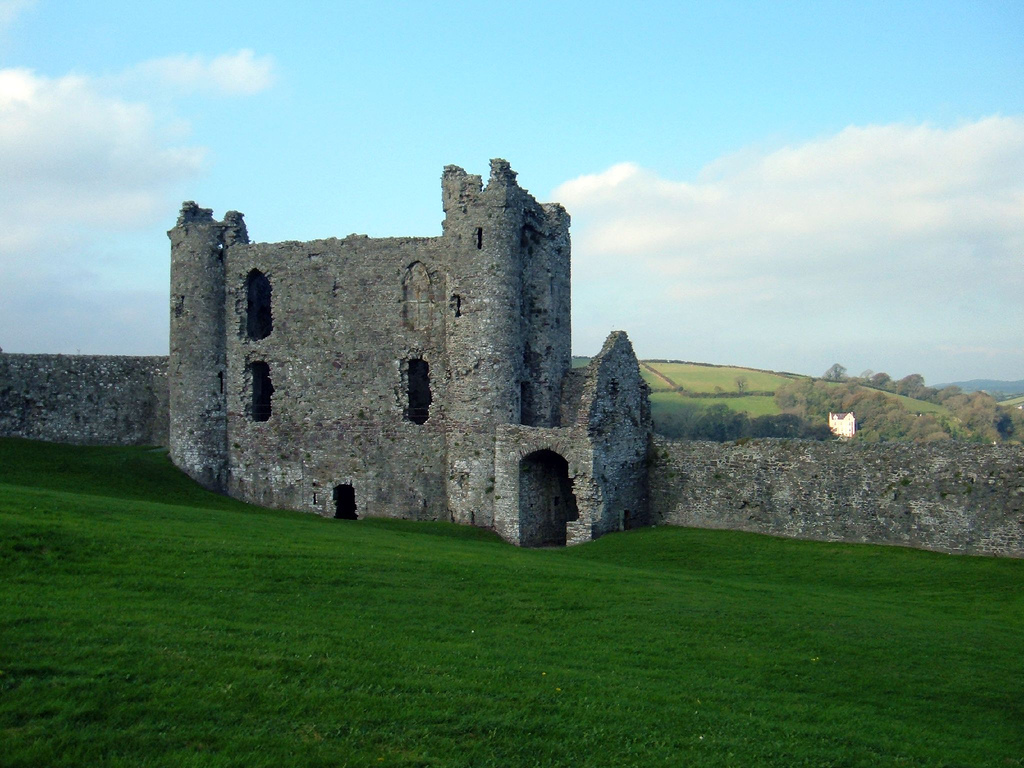
Ap Gruffydd tuvo su primera experiencia militar documentada a la edad de catorce años durante la toma del castillo de Llansteffan en 1146.

El hermano de Anarawd, Cadell ap Gruffydd, se hizo cargo de la jefatura de la familia. Gilbert de Clare, conde de Pembroke, reconstruyó el castillo de Carmarthen en 1145 e inició una campaña para reclamar Ceredigion. Construyó un castillo en el comote de Mabudryd, pero Cadell, asistido por Hywel ab Owain Gwynedd quien defendía Ceredigion para Gwynedd, lo destruyó en 1146. Ap Gruffydd aparece en los anales por primera vez en 1146, luchando junto a sus hermanos Cadell y Maredudd en la toma por asalto del castillo de Llansteffan. Esto fue seguido por la captura de Wiston en 1147, Carmarthen en 1150 y Loughor en 1151. Ese último año Cadell fue atacado mientras estaba cazando, por un grupo de caballeros normandos y flamencos de Tenby, y dado por muerto. Sobrevivió, pero sufrió lesiones que lo incapacitaron para desempeñar un papel activo en la política y en 1153 partió en peregrinaje a Roma.
Maredudd se convirtió en gobernante de Deheubarth y prosiguió una campaña, iniciada en 1150, con el propósito de recuperar Ceredigion, que había sido controlado por Gwynedd desde 1136. Maredudd y Ap Gruffydd fueron capaces de expulsar a Hywel ab Owain Gwynedd de Ceredigion en 1153. El mismo año Ap Gruffydd aparece en los registros como comandante independiente por primera vez, dirigiendo un ejército para capturar el castillo normando de St Clears. Maredudd y Ap Gruffydd destruyeron también los castillos en Tenby y Aberafan ese año. Maredudd murió en 1155 a la edad de veinticinco años, lo que dejó a Ap Gruffydd como gobernante de Deheubarth. En esta época se casó con Gwenllian ferch Madog, hija de Madog ap Maredudd, príncipe de Powys.

## Comienzo del reinado

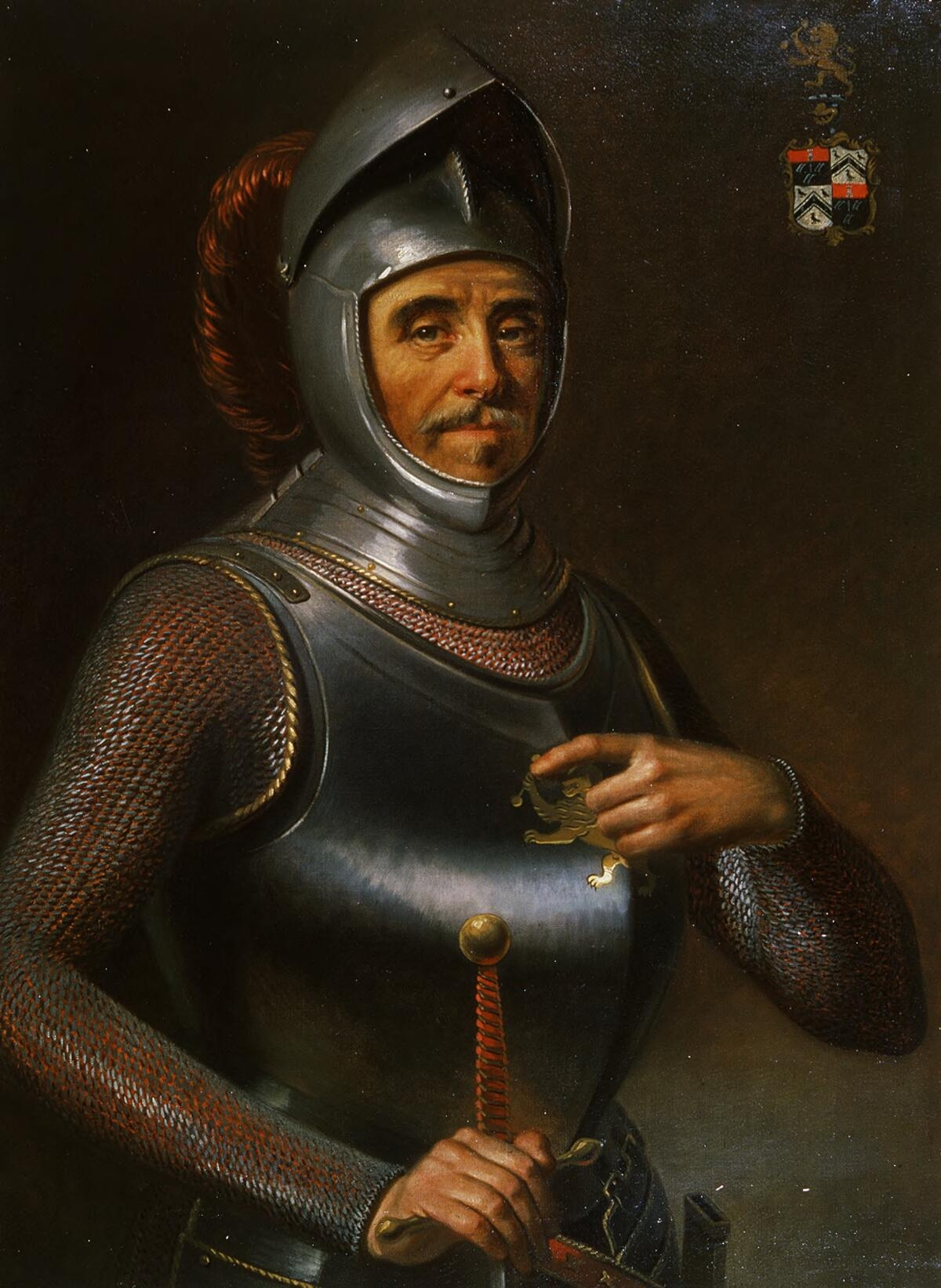
Retrato de Rhys ap Gruffydd pintado en 1870.

### Pérdida de territorios (1155-1163)
Poco después de convertirse en gobernante de Deheubarth, Ap Gruffydd oyó rumores de que Owain Gwynedd planeaba invadir Ceredigion para reclamarlo para Gwynedd, por lo que construyó un castillo en Aberdyfi en 1156. La invasión no llegó a producirse, por lo que el autor Turvey afirma que la intención de Owain pudo haber sido probar la resolución del nuevo dirigente.
El rey Esteban había muerto en octubre de 1154, poniendo fin a la larga disputa con la emperatriz Matilda, que había ayudado a Anarawd, Cadell y Maredudd a extender su dominio en Deheubarth. Una vez resuelto el problema de desunión en el reino, el nuevo rey de Inglaterra, Enrique II, pronto volvió su atención a Gales. Comenzó invadiendo Gwynedd en 1157. Esta invasión no fue del todo exitosa, pero obligó a Owain Gwynedd a buscar acuerdos y a ceder algo de su territorio en el nordeste de Gales.

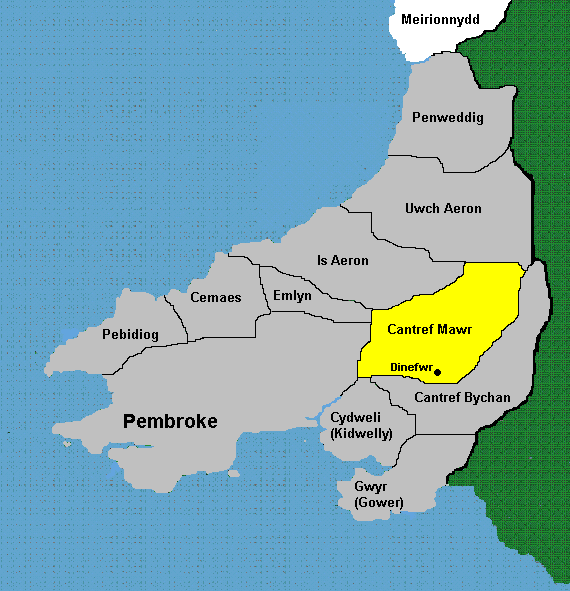
En 1158, el rey Enrique despojó a Rhys Ap Gruffydd de todos sus territorios excepto Cantref Mawr; las áreas poseídas por los normandos aparecen en gris.

Al año siguiente, Enrique preparó una invasión de Deheubarth. Ap Gruffydd hizo planes para resistir, pero fue persuadido por su Consejo a reunirse con el rey y discutir los términos para la paz. Las condiciones fueron mucho más duras que las ofrecidas a Owain: Ap Gruffydd fue despojado de todas sus posesiones, excepto Cantref Mawr, pese a que se le prometió otro cantref. Los demás territorios fueron devueltos a los señores normandos. Entre los Normandos a quienes regresaron a sus posesiones estaba Walter de Clifford, que recuperó Cantref Bychan, y luego invadió el territorio de Ap Gruffydd en Cantref Mawr. Una apelación ante el rey no sirvió para nada, por lo cual Ap Gruffydd recurrió a las armas, capturando primero el castillo de Clifford en Llandovery y a continuación apoderándose de Ceredigion. El rey Enrique respondió preparando una nueva invasión, y Ap Gruffydd se sometió sin resistencia. Fue obligado a entregar rehenes, probablemente incluyendo a su hijo Hywel.
Con el rey Enrique en Francia en 1159, Ap Gruffydd aprovechó para atacar a Dyfed y luego asediar Carmarthen, que se salvó gracias a los refuerzos encabezados por el conde Reginald, de Cornualles. Se retiró entonces a Cantref Mawr, donde un ejército liderado por cinco condes, el mencionado de Cornualles, William Fitz Robert (conde de Gloucester), Roger de Clare (conde de Hertford) y Richard FitzGilbert de Clare (conde de Pembroke) y el conde de Salisbury, marcharon contra él. Los condes fueron asistidos por Cadwalar, hermano de Owain Gwynedd, y los hijos de Owain, Hywel y Cynan. Sin embargo, se vieron obligados a retirarse acordaron una tregua. En 1162, Ap Gruffydd intentó nuevamente recuperar algunas de sus tierras perdidas, y capturó el castillo de Llandovery. Al año siguiente Enrique II regresó a Inglaterra después de una ausencia de cuatro años y se preparó para invadir Deheubarth nuevamente. Ap Gruffydd se reunió con el rey para discutir los términos de un acuerdo y fue obligado a entregar más rehenes, incluyendo a otro hijo, Maredudd. Luego fue capturado y llevado a Inglaterra como un prisionero. No parece que Enrique supiera muy bien qué hacer con Ap Gruffydd, pero después de un par de semanas decidió liberarlo y permitirle gobernar Cantref Mawr. Ap Gruffydd fue convocado a comparecer ante Enrique en Woodstock, para rendir homenaje junto con Owain Gwynedd y Malcolm IV de Escocia.

### El levantamiento galés (1164-1170)
En 1164 todos los príncipes galeses se unieron en un levantamiento. El autor Warren sugiere que cuando Ap Gruffydd y Owain se vieron obligados a rendir homenaje a Enrique en 1163 se vieron obligados a aceptar un estatus de vasallos dependientes en lugar de su anterior condición de clientes, lo que llevó a la revuelta. Ap Gruffydd tenía otras razones para rebelarse, ya que a su regreso a Deheubarth desde Inglaterra se había encontrado con que sus vecinos normandos amenazaban Cantref Mawr. Su sobrino, Einion ab Anarawd, que era el capitán de su escolta, había sido asesinado por instigación de Roger de Clare, conde de Hertford. El asesino había recibido protección de la familia Clare en Ceredigion. Ap Gruffydd solicitó primero la mediación del rey, pero cuando esto falló, invadió Ceredigion y lo recuperó íntegramente a excepción de la ciudad y el castillo de Cardigan. La revuelta galesa desencadenó una nueva invasión de Enrique a Gales en 1165, que atacó primero a Gwynedd, pero en lugar de seguir la habitual ruta de la invasión a lo largo de la costa norte, atacó desde el sur, siguiendo una ruta sobre las colinas de Berwyn. Las fuerzas unidas de los príncipes galeses salieron a su encuentro, dirigidas por Owain Gwynedd e incluyendo a Ap Gruffydd. Según Brut y Tywysogion:

...[Enrique] reunió una hueste innumerable de selectos guerreros de Inglaterra y Normancía y Flandes y Gasconia y Anjou... y contra él vinieron Owain y Cadwaladr los hijos de Gruffyd con todo el ejército de Gwynedd, y Rhys ap Gruffyd con toda la horda de Deheubarth y Iorwerth el Rojo hijo de Maredudd y los hijos de Madog ap Maredudd con toda la horda de Powys.

El escudo de armas atribuido a Rhys ap Gruffyd es el de los príncipes de Deheubarth y muestran un león rampante.

La lluvia torrencial obligó al ejército inglés a retirarse en desorden sin librar una gran batalla, y Enrique descargó su ira en los rehenes, cegando a Maredudd, uno de los hijos de Ap Gruffydd. Hywel, otro de los hijos, no estuvo entre las víctimas. Ap Gruffydd volvió a Deheubarth, donde capturó y quemó el castillo de Cardigan. Permitió que la guarnición se fuera, pero retuvo al castellano Robert FitzStephen como prisionero. Poco después Ap Gruffydd tomó el castillo de Cilgerran.
En 1167 se unió a Owain Gwynedd en un ataque a Owain Cyfeiliog del sur de Powys, y pasó tres semanas ayudando a Owain a sitiar el castillo normando de Rhuddlan. En 1168, atacó a los normandos en Builth, destruyendo su castillo. Ap Gruffydd se benefició de la invasión normanda de Irlanda en 1169 y 1170, que fue comandada por los lores cambro-normandos del sur de Gales. En 1167 el rey de Leinster, Diarmait Mac Murchada, que habían sido expulsado de su reino, había pedido a Ap Gruffydd que liberara a Robert FitzStephen para que pudiera participar en una expedición a Irlanda. Ap Gruffydd no le hizo caso en ese momento, pero lo liberó al año siguiente y en 1169 FitzStephen dirigió la vanguardia de un ejército normando que desembarcó en Wexford. El líder de las fuerzas normandas, Richard de Clare, conde de Pembroke, le siguió en 1170. Según Warren:

Se vieron empujados a ir por una creciente sospecha de que el rey Enrique no pretendía renovar su ofensiva contra los galeses, sino que estaba en cambio buscando una acomodación con los líderes galeses.

La partida de los señores normandos permitió a Ap Gruffydd fortalecer su posición, y la muerte de Owain Gwynedd a finales de 1170 le dejó como el líder reconocido de los príncipes galeses.

## Reinado posterior

### Paz con Enrique (1171-1188)
En 1171 el rey Enrique II llegó a Inglaterra desde Francia, en su camino a Irlanda. Enrique quería asegurarse de que Richard de Clare, que se había casado con la hija de Diarmait hija y convertido en heredero de Leinster, no estableciera un reino normando en Irlanda. Su decisión de intentar un enfoque diferente en su trato con los galeses se vio afectado por los acontecimientos en Irlanda, aunque Warren sugiere que «parece probable que Enrique comenzara a repensar su actitud hacia los galeses tras la debacle de 1165». Enrique deseaba ahora hacer las paces con Ap Gruffydd, que viajó a Newnham para encontrarse con él. Ap Gruffydd debería pagar un tributo de 300 caballos y 4.000 cabezas de ganado, pero fue confirmado en posesión de todas las tierras que había conquistado a los señores normandos, incluyendo a los Clare. Se reunieron nuevamente en octubre de ese año en Pembroke cuando Enrique esperaba para cruzar a Irlanda. Ap Gruffydd había recogido 86 de los 300 caballos, pero Enrique aceptó llevarse solo 36, remitiendo el resto del tributo hasta después de su regreso de Irlanda, y le devolvió a su hijo Hywel, que había sido mantenido como rehén durante muchos años. Enrique y Ap Gruffyd se reunieron una vez más en Laugharne al regreso de Irlanda del monarca inglés, quien poco después llamó a Ap Gruffyd "la justicia en su nombre en todo Deheubarth". Según A. D. Carr:

Esto significaba la delegación a él de cualquier autoridad que el rey pudiera reclamar sobre sus camaradas gobernantes galeses: podría también implicar cierta autoridad sobre los súbditos anglonormandos del rey... Rhys era más que un gobernante galés nativo; era uno de los grandes feudatarios del Imperio angevino.

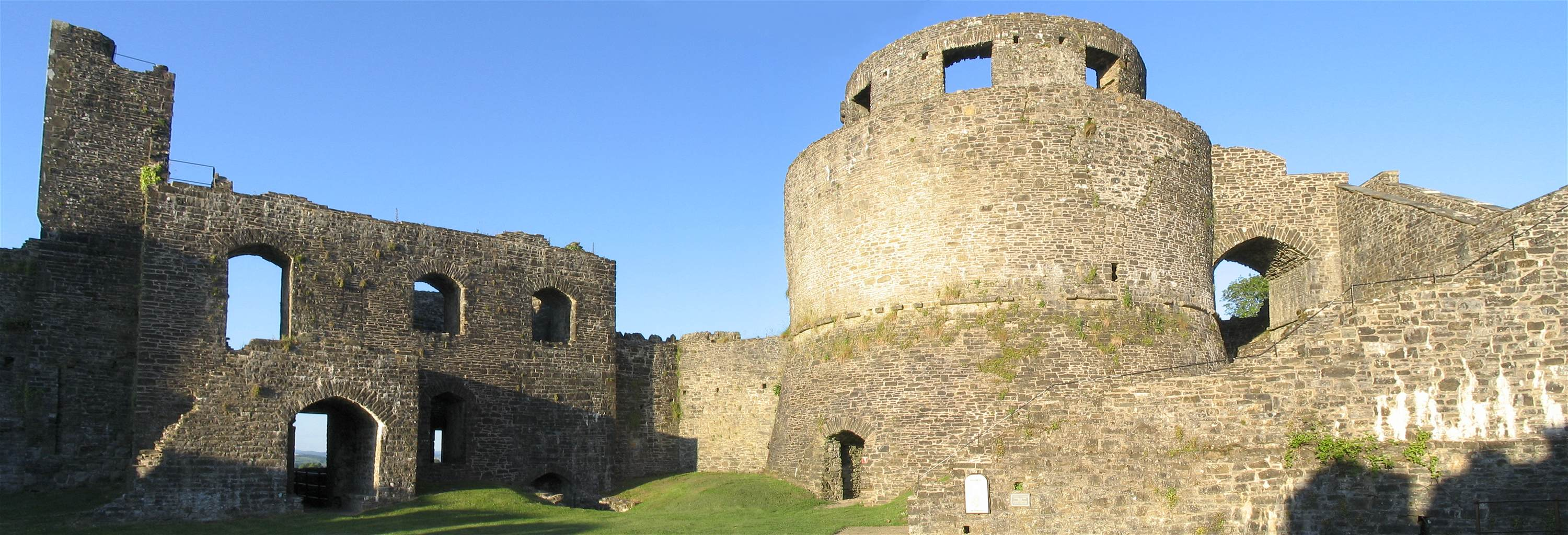
El castillo de Dinefwr era la principal sede de la dinastía Dinefwr; los restos más antiguos pueden haber sido construidos por Ap Gruffyd o por su hijo Rhys Gryg.

El acuerdo entre Enrique y Ap Gruffyd duraría hasta la muerte del primero en 1189. Cuándo los hijos de Enrique se rebelaron contra él en 1173, Ap Gruffyd envió a su hijo Hywel Sais a Normandía en ayuda del rey, y en 1174 encabezó personalmente un ejército hacia Tutbury en Staffordshire para ayudar en el asedio de la fortaleza del conde de Derby, William de Ferrers. A su regreso a Gales tras la caída de Tutbury, Ap Gruffyd dejó mil hombres con el rey para servir en Normandía. El rey Enrique celebró un consejo en Gloucester en 1175 al que asistió una numerosas delegación de príncipes galeses, dirigidos por Ap Gruffyd. Este consejo parece haber concluido con el juramento de un pacto de asistencia mutua para la preservación de la paz y el orden en Gales. En 1177 Ap Gruffydd, Dafydd ab Owain, que había emergido como el poder principal en Gwynedd, y Cadwallon ap Madog, de Rhwng Gwy un Hafren, juraron lealtad y prestaron homenaje a Enrique en Oxford. En este consejo el rey entregó Meirionnydd, parte del reino de Gwynedd, a Ap Gruffyd. Hubo algunas luchas en Meirionnydd el año siguiente, pero Ap Gruffyd aparentemente no hizo grandes intentos para anexarlo.

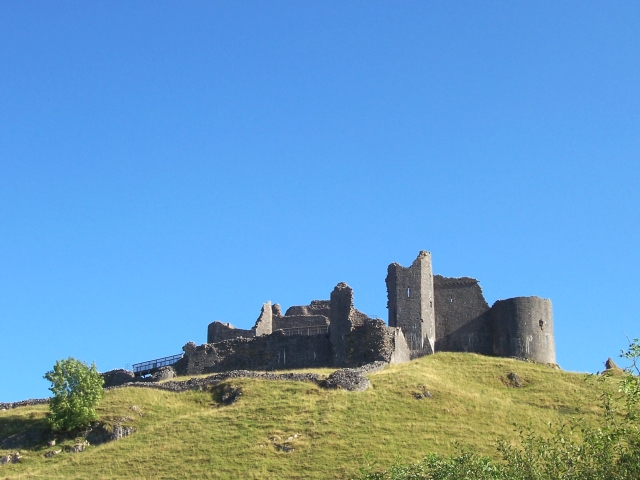
Castillo de Carreg Cennen.

Ap Gruffyd construyó una serie de castillos de piedra, comenzando por el castillo de Cardigan, que fue el primer castillo de piedra construido por un nativo en Gales. También levantó Carreg Cennen cerca de Llandeilo, un castillo situado en una posición espectacular en la cima de una montaña. Celebró un festival de canción y poesía en su corte de Cardigan en la Navidad de 1176, que se considera generalmente como el primer Eisteddfod. El festival fue anunciado con un año de adelanto en todo Gales, Inglaterra, Escocia, Irlanda y posiblemente Francia. Dos sillas fueron otorgadas como premios, una para el mejor poema y otra para la mejor interpretación musical. El autor J. E. Caerwyn Williams sugiere que este evento puede ser una adaptación del puys francés. R. R. Davies sugiere que los textos de la ley galesa, tradicionalmente codificada por Hywel Dda en Whitland, fueron primeramente recogidos en forma de libro bajo la égida de Ap Gruffyd.
Ap Gruffyd fundó dos casas religiosas durante este período. La abadía de Talley fue la primera abadía premonstratense en el país de Gales, mientras que Llanllyr fue un convento de monjas cistercienses, el segundo convento que se fundó en Gales y el primero en prosperar. Se convirtió en patrón de las abadías de Whitland y Strata Florida e hizo grandes donaciones a las dos casas. Giraldus Cambrensis, que era pariente de Ap Gruffyd, cuenta sus reuniones en 1188, cuando Giraldus acompañaba al arzobispo Baldwin por Gales para reclutar hombres para la tercera cruzada. Algunos clérigos galeses no estaban contentos con esta visita, pero Ap Gruffyd fue entusiasta y brindó al arzobispo gran ayuda. Giraldus dice que Ap Gruffyd decidió ir a la cruzada por su cuenta y pasó varias semanas haciendo los preparativos, pero finalmente fue persuadido de no ir por su esposa Gwenllian, usando "con artimañas femeninas".

### Últimas campañas (1189-1196)
El rey Enrique II murió en 1189 y fue sucedido por Ricardo I. Ap Gruffyd ya no se consideraba obligado por el acuerdo firmado con Enrique y atacó a los señoríos normandos que rodeaban su territorio. Devastó Pembroke, Haverfordwest y Gower, y capturó los castillos de Santa Clara, Laugharne y Llansteffan. El hermano de Ricardo, el príncipe Juan (más tarde rey Juan), llegó a Gales en septiembre y trató de alcanzar un acuerdo de paz. Persuadió a Ap Gruffyd a levantar el asedio de Carmarthen y acompañarlo a Oxford a conocer a Ricardo. Ap Gruffyd llegó a Oxford para descubrir que Ricardo no estaba preparado para viajar allí para reunirse con él, y continuaron las hostilidades.

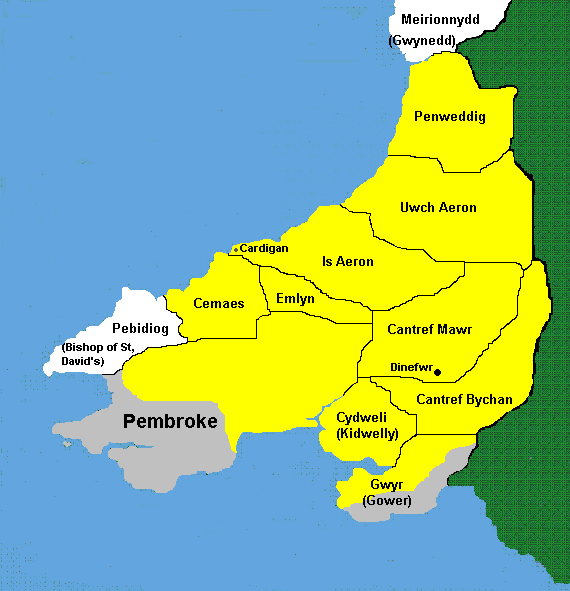
En 1196 Ap Gruffyd gobernaba casi todo Deheubarth, y controlaba gran parte del resto del sur de Gales a través de príncipes clientes; las áreas aún controladas por los normandos en Deheubarth se muestran en gris.

En sus últimos años, Ap Gruffyd tuvo problemas para controlar a sus hijos, especialmente Maelgwn y Gruffydd. En 1189 Gruffydd convenció a Ap Gruffyd de encarcelar a Maelgwn, que fue puesto bajo la custodia de Gruffyd en Dinefwr. Gruffydd se lo entregó a su suegro, Guillermo de Braose. Se dice también que en 1191 Gruffydd persuadió a su padre a que anexara el señorío de Cemais con su castillo principal de Nevern, mantenido por William FitzMartin. Esta acción fue criticada por Giraldus Cambrensis, que describe Gruffydd como «un astuto e ingenioso hombre». William FitzMartin estaba casado la hija de Ap Gruffyd, Angharad, y de acuerdo a Giraldus, Ap Gruffyd «había jurado solemnemente, por las reliquias más preciosas, que su indemnidad y su seguridad serían fielmente mantenidas». Ap Gruffyd también había anexionado los señoríos normandos de Cydweli y Carnwyllion en 1190. En 1192 Ap Gruffyd aseguró la liberación de Maelgwn, pero ahora Maelgwn y Gruffydd eran enemigos acérrimos. En 1194 Ap Gruffyd fue derrotado en batalla por Maelgwn y Hywel, que lo encerraron en Nevern, aunque posteriormente fue puesto en libertad por Hywel sin el consentimiento de Maelgwn. Cambrensis sugiere que el encarcelamiento en Nevern fue un castigo divino por el despojo de William FitzMartin. En 1195 otros dos de sus hijos, Rhys Gryg y Maredudd, se apoderaron de Llanymddyfri y Dinefwr, así que Ap Gruffyd los encarceló. Ap Gruffyd lanzó su última campaña contra los normandos en 1196. Capturó numerosos castillos, incluyendo Carmarthen, Colwyn, Radnor y Painscastle, y tuvo una última batalla, donde derrotó a un ejército dirigido por Roger de Mortimer y Hugh de Say cerca de Radnor, con cuarenta caballeros entre los muertos. Guillermo de Braose ofreció un pacto y le fue devuelta Painscastle.

### Muerte y hechos posteriores (1197)

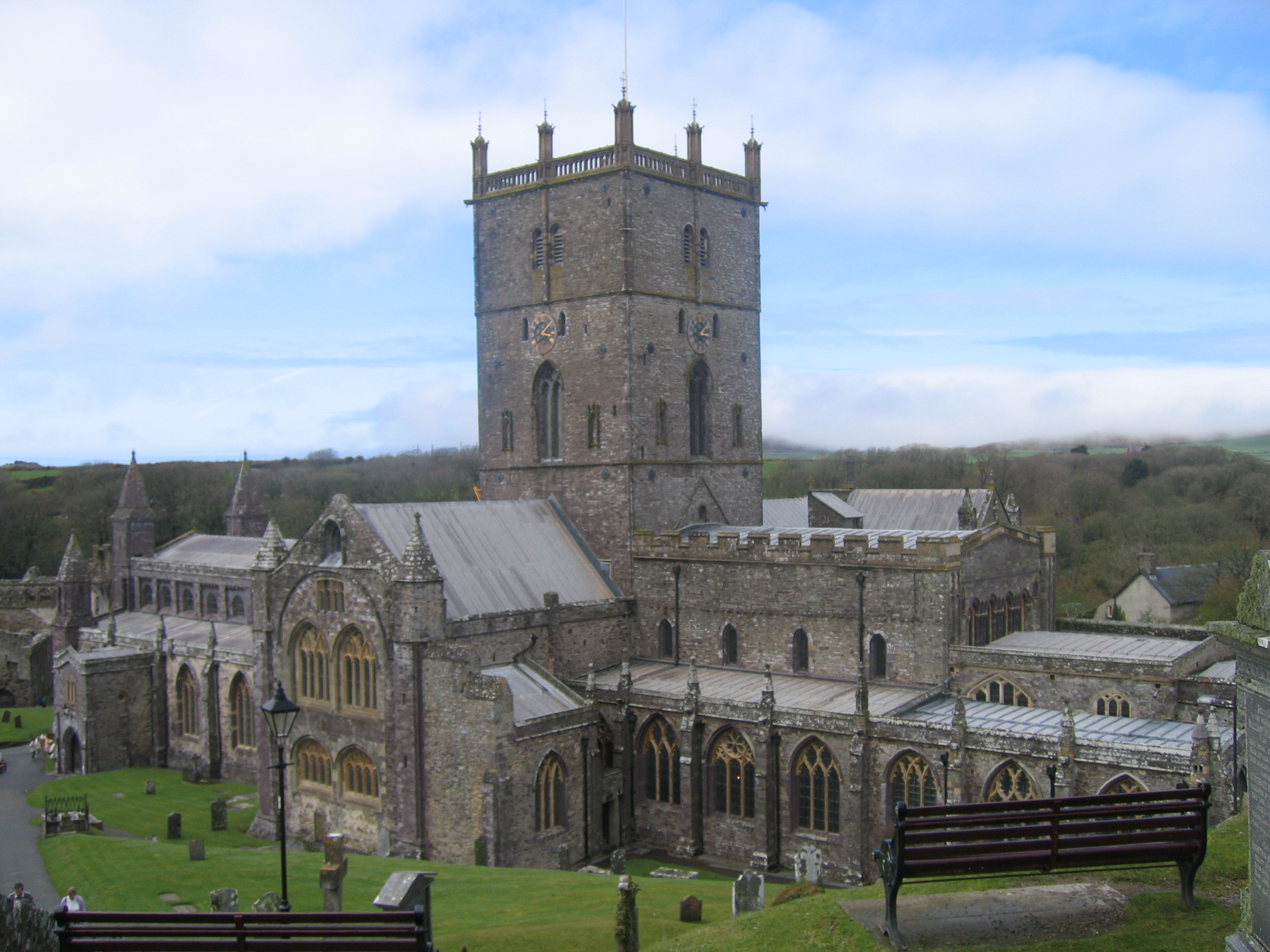
Ap Gruffyd fue enterrado en la catedral de San David, donde puede ser contemplada una efigie supuestamente suya, pero esculpida 100 años después.

El 28 de abril de 1197 Rhys ap Gruffyd murió de forma inesperada y fue enterrado en la catedral de San David. El cronista de Brut y Tywysogion registra para 1197:

...Hubo una gran pestilencia a lo largo de la isla de Bretaña... Y esa tempestad mató a innumerable gente y mucha de la nobleza y muchos príncipes y nadie se libró. Ese año, cuatro días antes de la festividad de los mayos, murió Rhys ap Gruffyd, príncipe de Deheubarth e invicta cabeza de todo Gales.
Brut y Tywysogion, p. 138

Murió excomulgado, tras haber discutido con el obispo de San David, Pedro de Leia, sobre el robo de los caballos del obispo algunos años antes. Antes de que pudiera ser enterrado en la catedral, el obispo hizo que azotaran su cadáver como penitencia póstuma.
Rhys ap Gruffyd había designado a su primogénito legítimo, Gruffydd ap Rhys, como su sucesor, quien poco después de la muerte de su padre se reunió en la frontera con el justiciar y arzobispo Hubert Walter, y fue confirmado como heredero. Maelgwn, el primogénito ilegítimo, se negó a aceptar esto y recibió apoyo militar de Gwenwynwyn ab Owain de Powys. Maelgwn tomó la ciudad y el castillo de Aberystwyth y capturó a Gruffydd, poniéndolo bajo la custodia de Gwenwynwyn, quien más tarde lo entregó al rey, quien lo encerró en el castillo de Corfe. Gruffydd fue puesto en libertad el año siguiente y recuperó la mayoría de Ceredigion. Gruffydd murió en 1201, pero esto no puso fin a la lucha entre reclamantes rivales. En 1216 Llywelyn el Grande, de Gwynedd, celebró un concilio en Aberdyfi donde distribuyó partes de Deheubarth entre varios hijos y nietos de Ap Gruffyd.

## Carácter y opinión histórica
Giraldus Cambrensis menciona frecuentemente a Ap Gruffyd en sus escritos, describiéndolo como «un hombre de excelente ingenio y rápido en la conversación ingeniosa». Cuenta la historia de un banquete en Hereford en 1186 donde Ap Gruffyd se sentó entre dos miembros de la familia Clare, de la cual había robado territorios en Ceredigion. Lo que podría haber sido una situación tensa, se convirtió en un intercambio de corteses elogios, seguidos por algunas bromas entre Ap Gruffyd y Gerald acerca de sus lazos familiares. Ap Gruffyd prestó a Gerald y al arzobispo de Baldwin una gran ayuda cuando visitaron el país de Gales para levantar tropas para la cruzada en el año 1188, y Gerald varias veces se refiere a su «bondad» y dice que Ap Gruffyd le acompañó durante todo el camino desde Cardigan a la frontera norte de Ceredigion «con una liberalidad particularmente loable en tan ilustre príncipe».
Roger Turvey afirma que la pieza Del rey Appollonides de Walter Map habla de Ap Gruffyd bajo un seudónimo. Map describió a Ap Gruffyd como «el rey que he visto y conozco, y odio», pero sigue para decir «yo no dejaría que mi odio ennegreciera su valor; no es mi deseo nunca suprimir la excelencia de cualquier hombre por la envidia». Él cuenta la siguiente historia acerca de Apollonides/Ap Gruffyd:

Este mismo hombre entregó provisiones a sus enemigos cuando estaban sitiados y corrían el riesgo de capitular por hambre; él deseaba vencerles por su propia fuerza y no por necesidad de pan; y aunque retrasó la victoria, incrementó su renombre.

Davies proporciona la siguiente opinión de Ap Gruffyd:

La carrera de Rhys fue de hecho una notable. Su larga duración fue un tributo a su estamina y habilidad: había permanecido en el escenario de la política galesa por más de cincuenta años, desde su primera aparición a comienzos de su adolescencia, en la toma del castillo de Llansteffan en 1146, hasta su muerte en 1197. Pero fue su logro lo más asombroso: ha reconstruido el reino de Deheubarth y lo ha convertido en el primer reino galés. Por una vez, el cumplido del poeta era bien merecido: Rhys ha restaurado "la majestad del Sur".

Davies también señala dos errores en el logro de Ap Gruffyd. Uno fue la naturaleza personal de su acuerdo con Enrique II, lo que significó la no prevalencia tras la muerte de Enrique. El otro fue su incapacidad para controlar a sus hijos y obligarlos a aceptar a Gruffydd como su sucesor.

## Matrimonio y descendencia

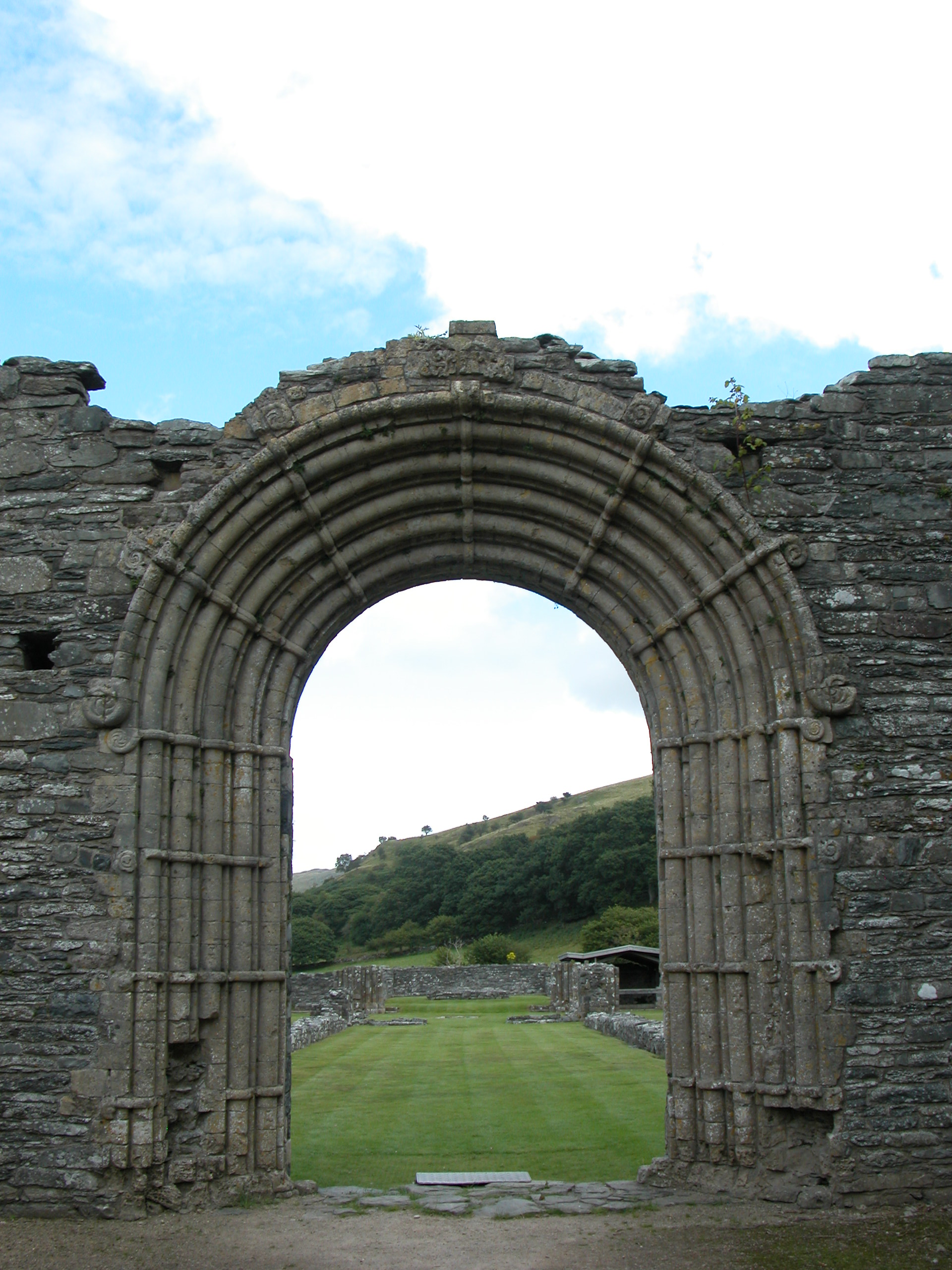
Varios de los hijos de Ap Gruffyd, incluyendo Gruffyd y Maelgwn fueron enterrados en la abadía de Strata Florida.

Se casó con Gwenllian (c. 1155) ferch Madog, hija de Madog ap Maredudd, príncipe de Powys. Tuvo al menos nueve hijos y ocho hijas. Confusamente, tres de los hijos fueron nombrados Maredudd y dos de las hijas fueron nombradas Gwenllian:
- Gruffydd ap Rhys II (muerto en 1201) fue el primogénito legítimo y fue nominado por Ap Gruffyd como su sucesor. Se casó con Maud de Braose, hija de William de Braose.
- Maelgwn ap Rhys (m. 1231), primogénito ilegítimo, se negó a aceptar a Gruffydd como sucesor de su padre. Una contienda amarga estalló entre ambos, implicando a otros hijos de Ap Gruffyd.
- Rhys Gryg (m. 1233), casado con una hija del conde de Hertford.[57] Finalmente se convirtió en el poder principal en Deheubarth, pero nunca gobernó más que una porción del reino de su padre y fue príncipe cliente de Llywelyn el Grande de Gwynedd.
- Hywel ap Rhys (m. 1231), paso muchos años como rehén en la corte de Enrique II y a su regreso fue conocido como Hywel Sais (Hywel el Sajón, i.e. Inglés).
- Maredudd ap Rhys (m. 1239), también fue entregado como rehén, pero tuvo menos suerte que Hywel. Fue cegado por el rey Enrique tras el fracaso de la invasión de Gales en 1165, y fue conocido como Maredudd Ddall (Maredudd el Ciego). Acabó sus días como monje en la abadía de Whitland.
- Otro Maredudd (m. 1227), se convirtió en archidiácono de Cardigan.[15]
- Gwenllian ferch Rhys, casada con Rhodri ab Owain, príncipe de la parte occidental de Gwynedd.
- Otra Gwenllian (circa 1178-1236), se casó con Ednyfed Fychan, senescal de Gwynedd bajo Llywelyn el Grande, y a través de ella, Ap Gruffyd se convirtió en uno de los antepasados de la Casa de Tudor. A través de los matrimonios internos de los Tudor y los Estuardo, Ap Gruffyd es también antepasado de la Casa de Windsor, la actual familia real del Reino Unido y de otras Casas reales europeas. Cuándo Enrique Tudor desembarcó en Pembrokeshire, Gales, en 1485 para hacer una oferta por el trono, su descendencia de Ap Gruffyd fue uno de los factores le permitieron conseguir el apoyo de los galeses (Enrique desplegó un estandarte de dragón (galés) en la batalla de Bosworth[58]
- Angharad ferch Rhys, casada con William FitzMartin, lord de Cemais.
- Otras hijas se casaron con los gobernantes galeses de Gwrtheyrnion y Elfael.[15]